# Alexandre Piquemal
Pour les articles homonymes, voir Piquemal.
Alexandre Piquemal, né le 12 septembre 1891, à Limoux (Aude), mort le 31 mars 1958 à Paris, est un syndicaliste des PTT, et une personnalité politique française. Il fut élu député communiste de Paris en 1924. Réélu en 1928, il fut amené à quitter le PCF, en 1930. Lors du Front populaire, il fit partie des cabinets ministériels du ministre socialiste Jean-Baptiste Lebas.

## Biographie
Fils d'un ouvrier agricole, Alexandre Piquemal travaille très jeune comme "saute-ruisseau" d'une étude d'avoué. Il poursuit ses études grâce à l'obtention d'une bourse. Après avoir été instituteur libre, il réussit le concours des surnuméraires et entre aux PTT à Paris, en 1910. Le souvenir des grèves postales de 1909 est dans tous les esprits et Alexandre Piquemal s'inscrit dans cette continuité. Après le service militaire, puis la Guerre de 1914-1918, il s'engage dans la lutte syndicale, au sein du Syndicat national des agents des PTT et de la Fédération postale CGT. Cela lui vaut plusieurs sanctions administratives.
En même temps, il adhère au Parti communiste français. Il est présenté à la députation sur la liste du PCF, à Paris, en 1924 et est élu. Le groupe communiste à la Chambre des députés compte 26 élus, pour ces premières élections depuis la création du Parti. Alexandre Piquemal intervient plus particulièrement sur les problèmes des fonctionnaires. Il est réélu en 1928, dans le 13e Arrondissement parisien. Mais en 1930, il se solidarise avec les élus municipaux parisiens exclus du PCF. Il adhère au Parti ouvrier et paysan, puis au Parti d'unité prolétarienne; peu de temps. En conflit avec ces dissidents, il s'engage à la SFIO, où il milite jusque dans les années 1950.
Au moment du Front populaire, il fait partie de plusieurs cabinets ministériels du ministre socialiste Jean-Baptiste Lebas, comme chef-adjoint puis chef de cabinet.
- juin 1936-juin 1937, Lebas est ministre du Travail dans le Gouvernement Léon Blum.
- juin 1937-janvier 1938, et mars-avril 1938, Lebas est ministre des PTT dans le gouvernement Camille Chautemps puis dans le 2e gouvernement Blum.

En 1945, Alexandre Piquemal participe à aider les organismes officiels d'épuration, au moyen d'une association « les Jacobins de la Résistance », proche des résistants socialistes.

## Sources
- Dictionnaire biographique du mouvement ouvrier français, tome 39, Les Éditions de l'Atelier.
- « Alexandre Piquemal », dans le Dictionnaire des parlementaires français (1889-1940), sous la direction de Jean Jolly, PUF, 1960 [détail de l’édition]